# Ivan Božić (calciatore 1997)
Ivan Božić (Vinkovci, 8 giugno 1997) è un calciatore croato, attaccante dello Slaven Belupo.

## Palmarès

### Club

#### Competizioni nazionali
- Campionato croato: 1

Dinamo Zagabria: 2015-2016
- Campionato sloveno: 1

Celje: 2019-2020